# Campionati europei di ciclismo su pista 2017 - Inseguimento individuale femminile
L'inseguimento individuale femminile ai Campionati europei di ciclismo su pista 2017 si è svolta il 20 ottobre 2017 presso il Velodrom di Berlino, in Germania.

## Podio
| Pos.    | Atleta             | Nazionalità   |
| ------- | ------------------ | ------------- |
| Oro     | Katie Archibald    | Gran Bretagna |
| Argento | Justyna Kaczkowska | Polonia       |
| Bronzo  | Silvia Valsecchi   | Italia        |

## Risultati

### Qualificazioni
I migliori 2 tempi si qualificano alla finale per l'oro, il terzo e quarto tempo alla finale per il bronzo
| Posizione | Atleta                  | Nazione       | Tempo    | Gap | Note |
| --------- | ----------------------- | ------------- | -------- | --- | ---- |
| 1         | Katie Archibald         | Gran Bretagna | 3:28.003 |     | Q    |
| 2         | Justyna Kaczkowska      | Polonia       | 3:30.442 |     | Q    |
| 3         | Annemiek van Vleuten    | Paesi Bassi   | 3:33.607 |     | q    |
| 4         | Silvia Valsecchi        | Italia        | 3:33.757 |     | q    |
| 5         | Simona Frapporti        | Italia        | 3:34.224 |     |      |
| 6         | Gudrun Stock            | Germania      | 3:37.795 |     |      |
| 7         | Marion Borras           | Francia       | 3:39.608 |     |      |
| 8         | Lisa Klein              | Germania      | 3:39.688 |     |      |
| 9         | Anastasija Jakovenko    | Russia        | 3:39.816 |     |      |
| 10        | Élise Delzenne          | Francia       | 3:40.665 |     |      |
| 11        | Anna Nahirna            | Ucraina       | 3:41.491 |     |      |
| 12        | Andrea Waldis           | Svizzera      | 3:42.813 |     |      |
| 13        | Ina Savenka             | Bielorussia   | 3:42.936 |     |      |
| 14        | Pia Pensaari            | Finlandia     | 3:43.157 |     |      |
| 15        | Manon Lloyd             | Gran Bretagna | 3:44.659 |     |      |
| 16        | Annelies Dom            | Belgio        | 3:44.739 |     |      |
| 17        | Wiktoria Pikulik        | Polonia       | 3:45.912 |     |      |
| 18        | Tereza Medveďová        | Slovacchia    | 3:51.324 |     |      |
| 19        | Katsiaryna Piatrouskaya | Bielorussia   | 3:51.992 |     |      |
| 20        | Léna Mettraux           | Svizzera      | 3:52.009 |     |      |

### Finali
| Posizione            | Atleta               | Nazione       | Tempo    | Gap    |
| -------------------- | -------------------- | ------------- | -------- | ------ |
| Finale per l'Oro     |                      |               |          |        |
| 1                    | Katie Archibald      | Gran Bretagna | 3:29.328 |        |
| 2                    | Justyna Kaczkowska   | Polonia       | 3:32.452 | +3.124 |
| Finale per il Bronzo |                      |               |          |        |
| 3                    | Silvia Valsecchi     | Italia        | 3:33.908 |        |
| 4                    | Annemiek van Vleuten | Paesi Bassi   | 3:36.581 | +2.673 |